# A-001
A-001 — перше випробування системи аварійного порятунку в польоті за американською космічною програмою Аполлон.
Для перевірки використовувались: ракета-носій Літтл Джо, масогабаритний макет командного відсіку (BP-12) і система аварійного порятунку на старті.
Випробування мало визначити аеродинамічні параметри системи аварійного порятунку і її можливість відвести космічний апарат від ракети-носія під час скасування польоту на дозвукових швидкостях за високого динамічного тиску.
Запуск було здійснено 13 травня 1964 о 12:59:59 UTC з випробувального полігону Вайт-Сендз в штаті Нью-Мексико зі стартового комплексу 36.
Макет приземлився за 3 530 м після 5 хвилин 50 секунд.
Розкрилися два парашути з трьох, тому посадка відбувалася зі швидкістю 7,9 м/с - на 0,06 м/с швидше розрахованої, але достатньою для посадки пілотованого апарата без шкоди для здоров'я людини.
Зупинка двигунів спричинила більший вплив атмосфери на макет командного відсіку, ніж очікувалося.